# Diversidad ecológica

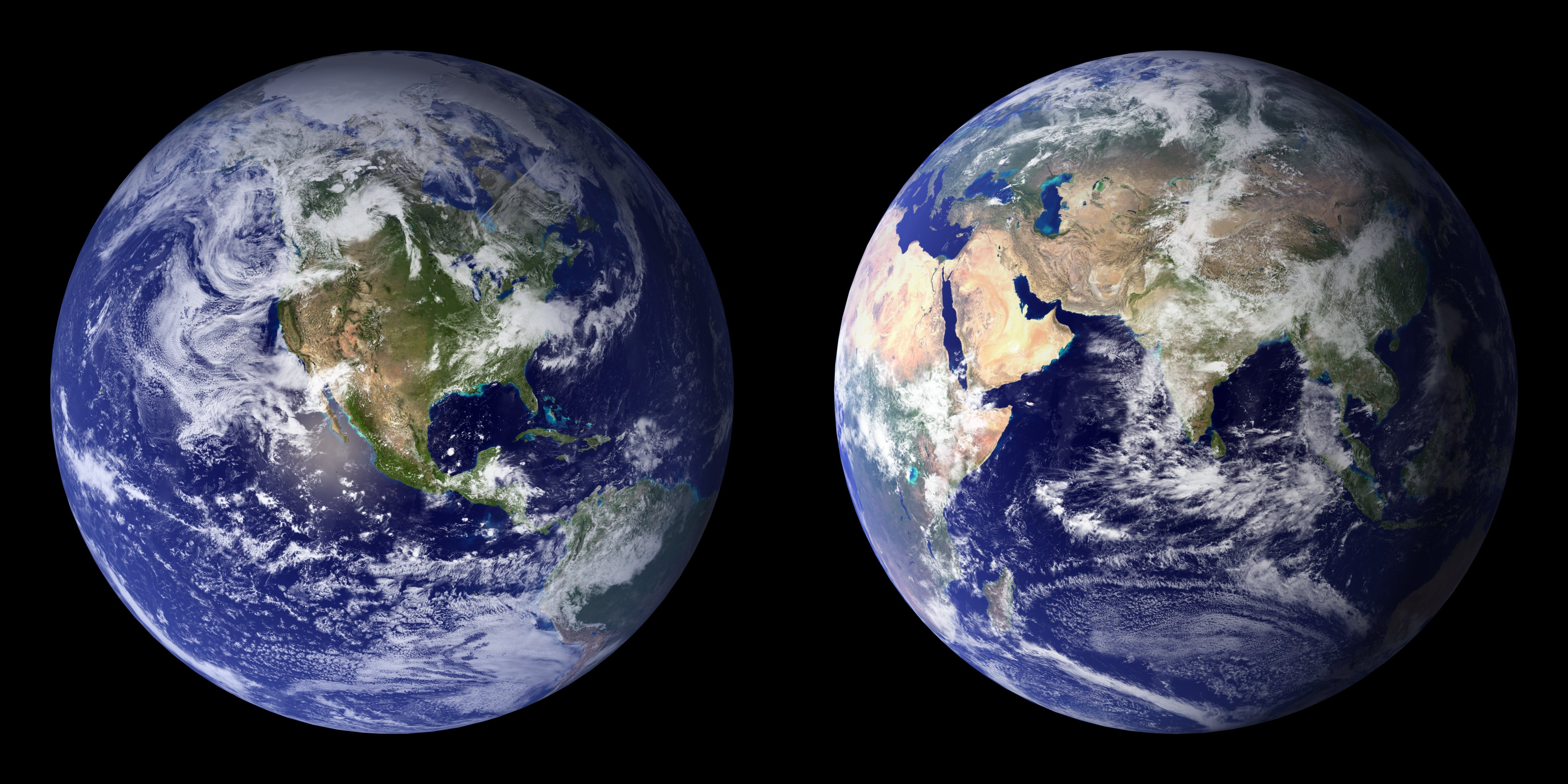
Diversidad ecológica en la tierra.

Diversidad ecológica, en ecología el término diversidad ha designado tradicionalmente un parámetro de los ecosistemas (aunque se considera una propiedad emergente de la comunidad) que describe su variedad interna. El concepto resulta de una aplicación específica de la noción física de información, y se mide entre e índices relacionados con los habitualmente empleados para medir la complejidad. El uso tradicional se encuentra ahora inmerso en una batalla por conservar su significado frente al mundo , mucho más político que científico, concepto de biodiversidad.
La diversidad de un ecosistema depende de dos factores, el número de especies presente y el equilibrio demográfico entre ellas. Entre dos ecosistemas hipotéticos formados por especies demográficamente idénticas (el mismo número de individuos de cada una, algo que nunca aparece en la realidad) consideraríamos más diverso al que presentara un número de especies mayor. Por otra parte, entre dos ecosistemas que tienen el mismo número de especies, consideraremos más diverso al que presenta menos diferencias en el número de individuos de unas y otras especies.
Desde hace ya bastante tiempo la mayoría de los ecólogos han coincidido en que la diversidad de especies debe ser distinguida en al menos tres niveles: La diversidad local o diversidad alfa (α), la diferenciación de la diversidad entre áreas o diversidad beta (β) y la diversidad regional o gamma (γ). La mayoría de estudios sobre diversidad se enfocan a la diversidad alfa, en forma de riqueza de especies.
La diversidad ecológica es la intrincada red de diferentes especies presentes en los ecosistemas locales y la interacción dinámica que existe entre ellos. Un ecosistema consiste en organismos de muchas especies diferentes que viven juntas en una región y sus conexiones a través de los flujos de energía, nutrientes y materia. Esas conexiones ocurren cuando los organismos de diferentes especies interactúan entre sí.
La fuente de energía máxima en casi todos los ecosistemas es el sol. La energía radiante del sol se convierte en energía química a través de las plantas. Esa energía fluye a través de los sistemas cuando los animales comen las plantas y luego son comidos, a su vez, por otros animales.
Los hongos obtienen energía de los organismos en descomposición, lo que libera nutrientes al suelo. Por lo tanto, un ecosistema es una colección de componentes vivos (microbios, plantas, animales y hongos) y componentes no vivos (clima y productos químicos) que están conectados por un flujo de energía.
Medir la diversidad ecológica es difícil porque cada uno de los ecosistemas de la Tierra se funde con los ecosistemas que lo rodean.
Un ejemplo de diversidad ecológica se encuentra en Costa Rica, a pesar de no tener una gran biodiversidad ecosistémica, se considera uno de los países con mayor biodiversidad, se calcula que la habitan 500.000 especies.
Es necesario enfrentarse a los generadores directos e indirectos desencadenantes de la pérdida de biodiversidad para una mejor protección de la biodiversidad y de los servicios de los ecosistemas. Las posibles medidas pueden consistir en eliminar subvenciones perjudiciales, fomentar una agricultura intensiva sostenible, adaptarse al cambio climático, frenar el aumento del nivel de nutrientes en el agua y los suelos, evaluar el valor económico total de los servicios de los ecosistemas y hacer más transparentes los procesos de toma de decisiones.